# Championnats de Norvège de biathlon
Les Championnats de Norvège de biathlon sont une compétition biannuelle de biathlon organisée par la Fédération norvégienne de biathlon se déroulant chaque année depuis 1959 pour les hommes et 1979 pour les femmes. Dans cet article, ce sont seulement les résultats des Championnats hivernaux qui sont listés.

## Hommes

### Individuel
| Édition | Édition         | Vainqueur                                                 | Deuxième                                                  | Troisième                                                 |
| ------- | --------------- | --------------------------------------------------------- | --------------------------------------------------------- | --------------------------------------------------------- |
| 1959    | Bærum           | Henry Hermansen                                           | Oddbjørn Skolegården                                      | Knut Wold                                                 |
| 1960    | Oslo            | Reidar Hjermstad                                          | Jon Istad                                                 | Arvid Nyberg                                              |
| 1961    | Hønefoss        | Magnar Ingebrigtsli                                       | Per Westgård                                              | Olav Jordet                                               |
| 1962    | Elverum         | Olav Jordet                                               | Jon Istad                                                 | Henry Hermansen                                           |
| 1963    | Voss            | Jon Istad                                                 | Olav Jordet                                               | Magnar Ingebritsli                                        |
| 1964    | Oslo            | Olav Jordet                                               | Ola Wærhaug                                               | Ragnar Tveiten                                            |
| 1965    | Oslo            | Ragnar Tveiten                                            | Ola Wærhaug                                               | Olav Jordet                                               |
| 1966    | Elverum         | Jon Istad                                                 | Ola Wærhaug                                               | Ivar Nordkild                                             |
| 1967    | Lier            | Jon Istad                                                 | Ivar Nordkild                                             | Torgeir Tallerås                                          |
| 1968    | Kongsvinger     | Jon Istad                                                 | Ola Wærhaug                                               | Ivar Nordkild                                             |
| 1969    | Voss            | Jon Istad                                                 | Tor Svendsberget                                          | Esten Gjelten                                             |
| 1970    | Trondheim       | Kjell Hovda                                               | Ivar Nordkild                                             | Esten Gjelten                                             |
| 1971    | Vingelen        | Kjell Hovda                                               | Ragnar Tveiten                                            | Ola Wærhaug                                               |
| 1972    | Evjemoen        | Magnar Solberg                                            | Terje Hanssen                                             | Bjørn Sirijord                                            |
| 1973    | Steinkjer       | Ragnar Tveiten                                            | Tor Svendsberget                                          | Kjell Hovda                                               |
| 1974    | Vingrom         | Ole Per Strædet                                           | Herulf Berntsen                                           | Ivar Nordkild                                             |
| 1975    | Mo i Rana       | Kjell Hovda                                               | Bjørn Sirijord                                            | Ole Per Strædet                                           |
| 1976    | Melhus          | Sigleif Johansen                                          | Terje Hanssen                                             | Esten Gjelten                                             |
| 1977    | Furnes          | Svein Engen                                               | Tor Svendsberget                                          | Kjell Hovda                                               |
| 1978    | Molde           | Svein Engen                                               | Rune Røli                                                 | Sigleif Johansen                                          |
| 1979    | Øvrebø          | Roar Nilsen                                               | Terje Krokstad                                            | Kjell Søbak                                               |
| 1980    | Austmarka       | Kjell Søbak                                               | Roar Nilsen                                               | Sigleif Johansen                                          |
| 1981    | Bardufoss       | Rolf Storsveen                                            | Terje Krokstad                                            | Sigleif Johansen                                          |
| 1982    | Steinkjer       | Eirik Kvalfoss                                            | Odd Lirhus                                                | Terje Krokstad                                            |
| 1983    | Lygna           | Svein Engen                                               | Kjell Søbak                                               | Øivind Nerhagen                                           |
| 1984    | Vossestrand     | Eirik Kvalfoss                                            | Rolf Storsveen                                            | Gisle Fenne                                               |
| 1985    | Fyresdal        | Eirik Kvalfoss                                            | Øivind Nerhagen                                           | Terje Krokstad                                            |
| 1986    | Geilo           | Eirik Kvalfoss                                            | Geir Einang                                               | Kjell Søbak                                               |
| 1987    | Tromsø          | Gisle Fenne                                               | Øivind Nerhagen                                           | Eirik Kvalfoss                                            |
| 1988    | Tingvoll Dombås | Eirik Kvalfoss                                            | Frode Løberg                                              | Sylfest Glimsdal                                          |
| 1989    | Sørskogsbygda   | Frode Løberg                                              | Eirik Kvalfoss                                            | Geir Einang                                               |
| 1990    | Voss            | Frode Løberg                                              | Eirik Kvalfoss                                            | Gisle Fenne                                               |
| 1991    | Steinkjer       | Gisle Fenne                                               | Sverre Istad                                              | Frode Løberg                                              |
| 1992    | Skrautvål       | Jon Åge Tyldum                                            | Eirik Kvalfoss                                            | Geir Einang                                               |
| 1993    | Hattfjelldal    | Eirik Kvalfoss                                            | Frode Løberg                                              | Gisle Fenne                                               |
| 1994    | Orkdal          | Halvard Hanevold                                          | Ole Einar Bjørndalen                                      | Gisle Fenne                                               |
| 1995    | Fet             | Ole Einar Bjørndalen                                      | Halvard Hanevold                                          | Alfred Tytingvåg                                          |
| 1996    | Brumunddal      | Halvard Hanevold                                          | Dag Bjørndalen                                            | Ole Einar Bjørndalen                                      |
| 1997    | Snåsa           | Jon Åge Tyldum                                            | Jon Per Nygård                                            | Halvard Hanevold                                          |
| 1998    | Dombås          | Sylfest Glimsdal                                          | Halvard Hanevold                                          | Jon Åge Tyldum                                            |
| 1999    | Tana            | Dag Bjørndalen                                            | Jon Per Nygård                                            | Halvard Hanevold                                          |
| 2000    | Meråker         | Ole Einar Bjørndalen                                      | Stian Eckhoff                                             | Anstein Mykland                                           |
| 2001    | Ål              | Halvard Hanevold                                          | Ole Einar Bjørndalen                                      | Dag Bjørndalen                                            |
| 2002    | Nordfjordeid    | Egil Gjelland                                             | Anstein Mykland                                           | Halvard Hanevold                                          |
| 2003    | Tromsø          | Lars Berger                                               | Tor Halvor Bjørnstad                                      | Egil Gjelland                                             |
| 2004    | Steinkjer       | Ole Einar Bjørndalen                                      | Stian Eckhoff                                             | Egil Gjelland                                             |
| 2005    | Mo i Rana       | Hans Martin Gjedrem                                       | Håkon Andersen                                            | Halvard Hanevold                                          |
| 2006    | Trondhjem       | Ole Einar Bjørndalen                                      | Stian Eckhoff                                             | Halvard Hanevold                                          |
| 2007    | Folldal         | Emil Hegle Svendsen                                       | Magne Torleiv Rønning                                     | Ole Einar Bjørndalen                                      |
| 2008    | Stryn           | Frode Andresen                                            | Halvard Hanevold                                          | Alexander Os                                              |
| 2009    | Lillehammer     | Tarjei Bø                                                 | Emil Hegle Svendsen                                       | Dag Erik Kokkin                                           |
| 2010    | Simostranda     | Hans Martin Gjedrem                                       | Christian Georg Bache                                     | Alexander Os                                              |
| 2011    | Målselv         | Tarjei Bø                                                 | Emil Hegle Svendsen                                       | Ole Einar Bjørndalen                                      |
| 2012    | Trondheim       | Tarjei Bø                                                 | Dag Erik Kokkin                                           | Rune Brattsveen                                           |
| 2013    | Dombås          | Vegard Gjermundshaug                                      | Lars Helge Birkeland                                      | Dag Erik Kokkin                                           |
| 2014    | Voss            | Johannes Thingnes Bø                                      | Vegard Gjermundshaug                                      | Henrik L’Abée-Lund                                        |
| 2015    | Sirdal          | Eirik Bratli                                              | Kristoffer Skjelvik                                       | Henrik L’Abée-Lund                                        |
| 2016    | Dombås          | Épreuve inexistante à cette date                          | Épreuve inexistante à cette date                          | Épreuve inexistante à cette date                          |
| 2017    | Mo i Rana       | Épreuve inexistante à cette date                          | Épreuve inexistante à cette date                          | Épreuve inexistante à cette date                          |
| 2018    | Lillehammer     | Martin Femsteinevik                                       | Alexandre Os                                              | Erling Aalvik                                             |
| 2019    | Ål              | Sindre Pettersen                                          | Tarjei Bø                                                 | Erlend Bjøntegaard                                        |
| 2020    | Vik i Sogn      | Épreuves annulées en raison de la pandémie de coronavirus | Épreuves annulées en raison de la pandémie de coronavirus | Épreuves annulées en raison de la pandémie de coronavirus |
| 2021    | Trondheim       | Épreuves annulées en raison de la pandémie de coronavirus | Épreuves annulées en raison de la pandémie de coronavirus | Épreuves annulées en raison de la pandémie de coronavirus |
| 2022    | Vik i Sogn      | Épreuve inexistante à cette date                          | Épreuve inexistante à cette date                          | Épreuve inexistante à cette date                          |
| 2023    | Alta            | Épreuve inexistante à cette date                          | Épreuve inexistante à cette date                          | Épreuve inexistante à cette date                          |
| 2024    | Geilo           | Épreuve inexistante à cette date                          | Épreuve inexistante à cette date                          | Épreuve inexistante à cette date                          |

Les plus titrés :
- 6 fois : Eirik Kvalfoss
- 5 fois : Jon Istad
- 4 fois : Ole Einar Bjørndalen
- 3 fois : Halvard Hanevold
- 2 fois : Frode Løberg, Gisle Fenne, Hans Martin Gjedrem, Jon Åge Tyldum, Olav Jordet, Ragnar Tveiten
- 1 fois : Dag Bjørndalen, Egil Gjelland, Eirik Bratli, Emil Hegle Svendsen, Frode Andresen, Henry Hermansen, Johannes Thingnes Bø, Kjell Søbak, Lars Berger, Magnar Ingebrigtsli, Magnar Solberg, Martin Femsteinevik, Ole Per Strædet, Reidar Hjermstad, Roar Nilsen, Rolf Storsveen, Sigleif Johansen, Sindre Pettersen, Sylfest Glimsdal, Vegard Gjermundshaug

### Sprint
| Édition | Édition         | Vainqueur                                                 | Deuxième                                                  | Troisième                                                 |
| ------- | --------------- | --------------------------------------------------------- | --------------------------------------------------------- | --------------------------------------------------------- |
| 1974    | Vingrom         | Ivar Nordkild                                             | Kjell Hovda                                               | Esten Gjelten                                             |
| 1975    | Mo i Rana       | Bjørn Sirijord                                            | Tor Svendsberget                                          | Svein Engen                                               |
| 1976    | Melhus          | Sigleif Johansen                                          | Svein Engen                                               | Bjørn Sirijord                                            |
| 1977    | Furnes          | Svein Engen                                               | Sigleif Johansen                                          | Tor Svendsberget                                          |
| 1978    | Voss            | Sigleif Johansen                                          | Terje Krokstad                                            | Tor Northug                                               |
| 1979    | Øvrebø          | Kjell Søbak                                               | Odd Lirhus                                                | Svein Engen                                               |
| 1980    | Austmarka       | Odd Lirhus                                                | Terje Krokstad                                            | Roar Nilsen                                               |
| 1981    | Bardufoss       | Sigleif Johansen                                          | Rolf Storsveen                                            | Svein Engen                                               |
| 1982    | Steinkjer       | Terje Krokstad                                            | Eirik Kvalfoss                                            | Johnny Rognstad                                           |
| 1983    | Lygna           | Kjell Søbak                                               | Johnny Rognstad                                           | Øivind Nerhagen                                           |
| 1984    | Vossestrand     | Johnny Rognstad                                           | Eirik Kvalfoss                                            | Øivind Nerhagen                                           |
| 1985    | Fyresdal        | Eirik Kvalfoss                                            | Kjell Søbak                                               | Johnny Rognstad                                           |
| 1986    | Geilo           | Eirik Kvalfoss                                            | Øivind Nerhagen                                           | Geir Einang                                               |
| 1987    | Tromsø          | Eirik Kvalfoss                                            | Gisle Fenne                                               | Geir Einang                                               |
| 1988    | Tingvoll Dombås | Geir Einang                                               | Eirik Kvalfoss                                            | Hans Jørgen Tveito                                        |
| 1989    | Sørskogsbygda   | Frode Løberg                                              | Ivar Ulekleiv                                             | Geir Einang                                               |
| 1990    | Voss            | Sverre Istad                                              | Eirik Kvalfoss                                            | Gisle Fenne                                               |
| 1991    | Steinkjer       | Jon Åge Tyldum                                            | Eirik Kvalfoss                                            | Geir Einang                                               |
| 1992    | Skrautvål       | Jon Åge Tyldum                                            | Gisle Fenne                                               | Tor Espen Kristiansen                                     |
| 1993    | Brumunddal      | Ivar Ulekleiv                                             | Dag Bjørndalen                                            | Jon Åge Tyldum                                            |
| 1994    | Orkdal          | Sylfest Glimsdal                                          | Halvard Hanevold                                          | Frode Andresen                                            |
| 1995    | Fet             | Jon Åge Tyldum                                            | Sylfest Glimsdal                                          | Jon Per Nygård                                            |
| 1996    | Brumunddal      | Frode Andresen                                            | Jon Åge Tyldum                                            | Dag Bjørndalen                                            |
| 1997    | Snåsa           | Ole Einar Bjørndalen                                      | Sylfest Glimsdal                                          | Halvard Hanevold                                          |
| 1998    | Dombås          | Halvard Hanevold                                          | Dag Bjørndalen                                            | Frode Andresen                                            |
| 1999    | Tana            | Dag Bjørndalen                                            | Frode Andresen                                            | Sylfest Glimsdal                                          |
| 2000    | Meråker         | Ole Einar Bjørndalen                                      | Frode Andresen                                            | Halvard Hanevold                                          |
| 2001    | Ål              | Ole Einar Bjørndalen                                      | Frode Andresen                                            | Dag Bjørndalen                                            |
| 2002    | Nordfjordeid    | Ole Einar Bjørndalen                                      | Egil Gjelland                                             | Frode Andresen                                            |
| 2003    | Tromsø          | Egil Gjelland                                             | Tor Halvor Bjørnstad                                      | Dag Bjørndalen                                            |
| 2004    | Steinkjer       | Lars Berger                                               | Halvard Hanevold                                          | Ole Einar Bjørndalen                                      |
| 2005    | Mo i Rana       | Frode Andresen                                            | Stian Eckhoff                                             | Halvard Hanevold                                          |
| 2006    | Trondhjem       | Stian Eckhoff                                             | Ole Einar Bjørndalen                                      | Frode Andresen                                            |
| 2007    | Folldal         | Ole Einar Bjørndalen                                      | Magne Thorleiv Rønning et Stian Eckhoff                   | –                                                         |
| 2008    | Stryn           | Emil Hegle Svendsen                                       | Alexander Os                                              | Stian Eckhoff                                             |
| 2009    | Lillehammer     | Alexander Os                                              | Ronny Hafsås                                              | Ole Einar Bjørndalen                                      |
| 2010    | Simostranda     | Emil Hegle Svendsen                                       | Henrik L’Abée-Lund                                        | Alexander Os                                              |
| 2011    | Målselv         | Tarjei Bø                                                 | Alexander Os                                              | Dag Erik Kokkin                                           |
| 2012    | Trondheim       | Emil Hegle Svendsen                                       | Lars Berger                                               | Stian Gilje                                               |
| 2013    | Dombås          | Lars Berger                                               | Johannes Thingnes Bø                                      | Emil Hegle Svendsen                                       |
| 2014    | Voss            | Johannes Thingnes Bø                                      | Erlend Bjøntegaard                                        | Kristoffer Skjelvik                                       |
| 2015    | Sirdal          | Bjarte Solvang                                            | Fredrik Gjesbakk                                          | Lars Gunnar Skjevdal                                      |
| 2016    | Dombås          | Thomas Fenne                                              | Andreas Dahlø Wærnes                                      | Johannes Dale-Skjevdal                                    |
| 2017    | Mo i Rana       | Johannes Thingnes Bø                                      | Håvard Bogetveit                                          | Vetle Sjåstad Christiansen                                |
| 2018    | Lillehammer     | Johannes Thingnes Bø                                      | Lars Helge Birkeland                                      | Vegard Gjermundshaug                                      |
| 2019    | Ål              | Lars Helge Birkeland                                      | Alexander Os                                              | Erlend Bjøntegaard                                        |
| 2020    | Vik i Sogn      | Épreuves annulées en raison de la pandémie de coronavirus | Épreuves annulées en raison de la pandémie de coronavirus | Épreuves annulées en raison de la pandémie de coronavirus |
| 2021    | Trondheim       | Épreuves annulées en raison de la pandémie de coronavirus | Épreuves annulées en raison de la pandémie de coronavirus | Épreuves annulées en raison de la pandémie de coronavirus |
| 2022    | Vik i Sogn      | Vebjørn Sørum                                             | Vetle Rype Paulsen                                        | Mats Øverby                                               |
| 2023    | Alta            | Sverre Dalen Aspenes                                      | Vetle Rype Paulsen                                        | Johannes Thingnes Bø                                      |
| 2024    | Geilo           | Simon Hjelmeset Kirkeeide                                 | Johannes Dale-Skjevdal                                    | Sverre Dalen Aspenes                                      |

Les plus titrés :
- 5 fois : Ole Einar Bjørndalen
- 3 fois : Sigleif Johansen, Eirik Kvalfoss, Jon Åge Tyldum, Emil Hegle Svendsen, Johannes Thingnes Bø
- 2 fois : Kjell Søbak, Frode Andresen, Lars Berger
- 1 fois : Bjørn Sirijord, Svein Engen, Odd Lirhus, Terje Krokstad, Johnny Rognstad, Geir Einang, Frode Løberg, Sverre Istad, Ivar Ulekleiv, Sylfest Glimsdal, Halvard Hanevold, Dag Bjørndalen, Egil Gjelland, Stian Eckhoff, Alexander Os, Tarjei Bø, Bjarte Solvang, Thomas Fenne, Lars Helge Birkeland, Vebjørn Sørum, Sverre Dalen Aspenes, Simon Hjelmeset Kirkeeide

### Poursuite
| Édition | Édition      | Vainqueur                                                 | Deuxième                                                  | Troisième                                                 |
| ------- | ------------ | --------------------------------------------------------- | --------------------------------------------------------- | --------------------------------------------------------- |
| 1997    | Snåsa        | Ole Einar Bjørndalen                                      | Frode Andresen                                            | Dag Bjørndalen                                            |
| 1998    | Dombås       | Frode Andresen                                            | Halvard Hanevold                                          | Dag Bjørndalen                                            |
| 1999    | Tana         | Frode Andresen                                            | Sylfest Glimsdal                                          | Anstein Mykland                                           |
| 2000    | Meråker      | Ole Einar Bjørndalen                                      | Halvard Hanevold                                          | Frode Andresen                                            |
| 2001    | Ål           | Ole Einar Bjørndalen                                      | Halvard Hanevold                                          | Frode Andresen                                            |
| 2002    | Nordfjordeid | Ole Einar Bjørndalen                                      | Frode Andresen                                            | Egil Gjelland                                             |
| 2003    | Tromsø       | Ole Einar Bjørndalen                                      | Lars Berger                                               | Stian Eckhoff                                             |
| 2004    | Steinkjer    | Lars Berger                                               | Halvard Hanevold                                          | Ole Einar Bjørndalen                                      |
| 2005    | Mo i Rana    | Halvard Hanevold                                          | Stian Eckhoff                                             | Tor Halvor Bjørnstad                                      |
| 2006    | Trondhjem    | Épreuve inexistante à cette date                          | Épreuve inexistante à cette date                          | Épreuve inexistante à cette date                          |
| 2007    | Folldal      | Ole Einar Bjørndalen                                      | Stian Eckhoff                                             | Magne Thorleiv Rønning                                    |
| 2008    | Stryn        | Emil Hegle Svendsen                                       | Stian Eckhoff                                             | Halvard Hanevold                                          |
| 2009    | Lillehammer  | Alexander Os                                              | Tarjei Bø                                                 | Ole Einar Bjørndalen                                      |
| 2010    | Simostranda  | Épreuve inexistante à cette date                          | Épreuve inexistante à cette date                          | Épreuve inexistante à cette date                          |
| 2011    | Målselv      | Tarjei Bø                                                 | Alexander Os                                              | Emil Hegle Svendsen                                       |
| 2012    | Trondheim    | Épreuve inexistante à cette date                          | Épreuve inexistante à cette date                          | Épreuve inexistante à cette date                          |
| 2013    | Dombås       | Emil Hegle Svendsen                                       | Johannes Thingnes Bø                                      | Lars Berger                                               |
| 2014    | Voss         | Épreuve inexistante à cette date                          | Épreuve inexistante à cette date                          | Épreuve inexistante à cette date                          |
| 2015    | Sirdal       | Épreuve inexistante à cette date                          | Épreuve inexistante à cette date                          | Épreuve inexistante à cette date                          |
| 2016    | Dombås       | Lars Helge Birkeland                                      | Aleksander Andersen                                       | Henrik L’Abée-Lund                                        |
| 2017    | Mo i Rana    | Kristoffer Skjelvik                                       | Aslak Nenseter                                            | Henrik L’Abée-Lund                                        |
| 2018    | Lillehammer  | Johannes Thingnes Bø                                      | Lars Helge Birkeland                                      | Vegard Gjermundshaug                                      |
| 2019    | Ål           | Tarjei Bø                                                 | Lars Helge Birkeland                                      | Johannes Thingnes Bø                                      |
| 2020    | Vik i Sogn   | Épreuves annulées en raison de la pandémie de coronavirus | Épreuves annulées en raison de la pandémie de coronavirus | Épreuves annulées en raison de la pandémie de coronavirus |
| 2021    | Trondheim    | Épreuves annulées en raison de la pandémie de coronavirus | Épreuves annulées en raison de la pandémie de coronavirus | Épreuves annulées en raison de la pandémie de coronavirus |
| 2022    | Vik i Sogn   | Épreuve inexistante à cette date                          | Épreuve inexistante à cette date                          | Épreuve inexistante à cette date                          |
| 2023    | Alta         | Épreuve inexistante à cette date                          | Épreuve inexistante à cette date                          | Épreuve inexistante à cette date                          |
| 2024    | Geilo        | Épreuve inexistante à cette date                          | Épreuve inexistante à cette date                          | Épreuve inexistante à cette date                          |

Les plus titrés :
- 6 fois : Ole Einar Bjørndalen
- 2 fois : Frode Andresen, Emil Hegle Svendsen, Tarjei Bø
- 1 fois : Lars Berger, Halvard Hanevold, Alexander Os, Lars Helge Birkeland, Kristoffer Skjelvik, Johannes Thingnes Bø

### Mass start
| Édition | Édition      | Vainqueur                                                 | Deuxième                                                  | Troisième                                                 |
| ------- | ------------ | --------------------------------------------------------- | --------------------------------------------------------- | --------------------------------------------------------- |
| 2000    | Ål           | Halvard Hanevold                                          | Ole Einar Bjørndalen                                      | Frode Andresen                                            |
| 2001    | Ål           | Ole Einar Bjørndalen                                      | Frode Andresen                                            | Dag Bjørndalen                                            |
| 2002    | Nordfjordeid | Frode Andresen                                            | Egil Gjelland                                             | Halvard Hanevold                                          |
| 2003    | Tromsø       | Halvard Hanevold                                          | Egil Gjelland                                             | Frode Andresen                                            |
| 2004    | Steinkjer    | Ole Einar Bjørndalen                                      | Alexander Os                                              | Anstein Mykland                                           |
| 2005    | Mo i Rana    | Ole Einar Bjørndalen                                      | Lars Berger                                               | Egil Gjelland                                             |
| 2006    | Trondhjem    | Ole Einar Bjørndalen                                      | Magne Thorleiv Rønning                                    | Stian Eckhoff                                             |
| 2007    | Folldal      | Épreuve inexistante à cette date                          | Épreuve inexistante à cette date                          | Épreuve inexistante à cette date                          |
| 2008    | Stryn        | Épreuve inexistante à cette date                          | Épreuve inexistante à cette date                          | Épreuve inexistante à cette date                          |
| 2009    | Lillehammer  | Épreuve inexistante à cette date                          | Épreuve inexistante à cette date                          | Épreuve inexistante à cette date                          |
| 2010    | Simostranda  | Halvard Hanevold                                          | Emil Hegle Svendsen                                       | Alexander Os                                              |
| 2011    | Målselv      | Épreuve inexistante à cette date                          | Épreuve inexistante à cette date                          | Épreuve inexistante à cette date                          |
| 2012    | Trondheim    | Rune Brattsveen                                           | Lars Berger                                               | Emil Hegle Svendsen                                       |
| 2013    | Dombås       | Épreuve inexistante à cette date                          | Épreuve inexistante à cette date                          | Épreuve inexistante à cette date                          |
| 2014    | Voss         | Kristoffer Skjelvik                                       | Vetle Sjåstad Christiansen                                | Erlend Bjøntegaard                                        |
| 2015    | Sirdal       | Henrik L’Abée-Lund                                        | Tarjei Bø                                                 | Vegard Gjermundshaug                                      |
| 2016    | Dombås       | Tarjei Bø                                                 | Alexander Os                                              | Lars Helge Birkeland                                      |
| 2017    | Mo i Rana    | Lars Helge Birkeland                                      | Erlend Bjøntegaard                                        | Vetle Sjåstad Christiansen                                |
| 2018    | Lillehammer  | Erlend Bjøntegaard                                        | Johannes Thingnes Bø                                      | Alexander Os                                              |
| 2019    | Ål           | Épreuve inexistante à cette date                          | Épreuve inexistante à cette date                          | Épreuve inexistante à cette date                          |
| 2020    | Vik i Sogn   | Épreuves annulées en raison de la pandémie de coronavirus | Épreuves annulées en raison de la pandémie de coronavirus | Épreuves annulées en raison de la pandémie de coronavirus |
| 2021    | Trondheim    | Épreuves annulées en raison de la pandémie de coronavirus | Épreuves annulées en raison de la pandémie de coronavirus | Épreuves annulées en raison de la pandémie de coronavirus |
| 2022    | Vik i Sogn   | Vebjørn Sørum                                             | Aleksander Fjeld Andersen                                 | Eirik Silsand Gerhardsen                                  |
| 2023    | Alta         | Johannes Thingnes Bø                                      | Sverre Dalen Aspenes                                      | Vetle Sjåstad Christiansen                                |
| 2024    | Geilo        | Harald Øygard                                             | Tarjei Bø                                                 | Filip Fjeld Andersen                                      |

Les plus titrés :
- 4 fois : Ole Einar Bjørndalen
- 3 fois : Halvard Hanevold
- 1 fois : Frode Andresen, Rune Brattsveen, Kristoffer Skjelvik, Henrik L’Abée-Lund, Tarjei Bø, Lars Helge Birkeland, Erlend Bjøntegaard, Vebjørn Sørum, Johannes Thingnes Bø, Harald Øygard

## Femmes

### Individuel
| Édition | Édition         | Vainqueur                                                 | Deuxième                                                  | Troisième                                                 |
| ------- | --------------- | --------------------------------------------------------- | --------------------------------------------------------- | --------------------------------------------------------- |
| 1979    | Øvrebø          | Mette Mestad                                              | Bente Mestad                                              | Lilly Berland                                             |
| 1980    | Austmarka       | Mette Mestad                                              | Bente Mestad                                              | Mona Hauger                                               |
| 1981    | Bardufoss       | Ingeborg Nordmo                                           | Iren Grødal                                               | Bente Mestad                                              |
| 1982    | Steinkjer       | Sonja Larsen                                              | Mette Mestad                                              | Siv Bråten                                                |
| 1983    | Lygna           | Mette Mestad                                              | Sanna Grønlid                                             | Gry Østvik                                                |
| 1984    | Vossestrand     | Mette Mestad                                              | Gry Østvik                                                | Sanna Grønlid                                             |
| 1985    | Fyresdal        | Gry Østvik                                                | Siv Bråten                                                | Sanna Grønlid                                             |
| 1986    | Geilo           | Siv Bråten Lunde                                          | Sanna Grønlid                                             | Helga Øvsthus                                             |
| 1987    | Tromsø          | Siv Bråten Lunde                                          | Anne Elvebakk                                             | Synnøve Thoresen                                          |
| 1988    | Tingvoll Dombås | Elin Kristiansen                                          | Mona Bollerud                                             | Anne Elvebakk                                             |
| 1989    | Sørskogsbygda   | Mona Bollerud                                             | Synnøve Thoresen                                          | Anne Elvebakk                                             |
| 1990    | Voss            | Elin Kristiansen                                          | Gunn Fossum                                               | Mona Bollerud                                             |
| 1991    | Steinkjer       | Anne Elvebakk                                             | Grete Ingeborg Nykkelmo                                   | Synnøve Thoresen                                          |
| 1992    | Skrautvål       | Anne Elvebakk                                             | Hildegunn Fossen                                          | Gunn Margit Andreassen                                    |
| 1993    | Hattfjelldal    | Hildegunn Fossen                                          | Åse Idland                                                | Unni Kristiansen                                          |
| 1994    | Orkdal          | Hildegunn Fossen                                          | Anne Elvebakk                                             | Signe Trosten                                             |
| 1995    | Fet             | Gunn Margit Andreassen                                    | Eli Merete Melheim                                        | Ann-Elen Skjelbreid                                       |
| 1996    | Brumunddal      | Annette Sikveland                                         | Gunn Margit Andreassen                                    | Ann-Elen Skjelbreid                                       |
| 1997    | Snåsa           | Liv Grete Skjelbreid                                      | Ann-Elen Skjelbreid                                       | Gunn Margit Andreassen                                    |
| 1998    | Dombås          | Liv Grete Skjelbreid                                      | Ann-Elen Skjelbreid                                       | Unni Kristiansen                                          |
| 1999    | Tana            | Liv Grete Skjelbreid                                      | Gro Marit Istad                                           | Gunn Margit Andreassen                                    |
| 2000    | Meråker         | Liv Grete Skjelbreid                                      | Gunn Margit Andreassen                                    | Linda Tjørhom                                             |
| 2001    | Ål              | Linda Tjørhom                                             | Gunn Margit Andreassen                                    | Liv Kjersti Eikeland                                      |
| 2002    | Nordfjordeid    | Liv Grete Skjelbreid                                      | Gunn Margit Andreassen                                    | Ann-Elen Skjelbreid                                       |
| 2003    | Tromsø          | Ann-Elen Skjelbreid                                       | Linda Tjørhom                                             | Gunn Margit Andreassen                                    |
| 2004    | Steinkjer       | Anne Ingstadbjørg                                         | Linda Tjørhom                                             | Liv Kjersti Eikeland                                      |
| 2005    | Mo i Rana       | Gro Marit Istad Kristiansen                               | Tora Berger                                               | Jori Mørkve                                               |
| 2006    | Trondhjem       | Linda Tjørhom                                             | Tora Berger                                               | Kari Henneseid Eie                                        |
| 2007    | Folldal         | Tora Berger                                               | Anne Ingstadbjørg                                         | Julie Bonnevie-Svendsen                                   |
| 2008    | Stryn           | Julie Bonnevie-Svendsen                                   | Solveig Rogstad                                           | Tora Berger                                               |
| 2009    | Lillehammer     | Tora Berger                                               | Anne Ingstadbjørg                                         | Gunn Margit Andreassen                                    |
| 2010    | Simostranda     | Tora Berger                                               | Jori Mørkve                                               | Ann Kristin Flatland                                      |
| 2011    | Målselv         | Tora Berger                                               | Marte Olsbu                                               | Ann Kristin Flatland                                      |
| 2012    | Trondheim       | Tora Berger                                               | Synnøve Solemdal                                          | Ane Skrove Nossum                                         |
| 2013    | Dombås          | Tora Berger                                               | Jori Mørkve                                               | Birgitte Røksund                                          |
| 2014    | Voss            | Marte Olsbu Røiseland                                     | Tora Berger                                               | Vilde Ravnsborg Gurigard                                  |
| 2015    | Sirdal          | Ingrid Landmark Tandrevold                                | Sigrid Bilstad Neraasen                                   | Marte Olsbu                                               |
| 2016    | Dombås          | Épreuve inexistante à cette date                          | Épreuve inexistante à cette date                          | Épreuve inexistante à cette date                          |
| 2017    | Mo i Rana       | Épreuve inexistante à cette date                          | Épreuve inexistante à cette date                          | Épreuve inexistante à cette date                          |
| 2018    | Lillehammer     | Épreuve inexistante à cette date                          | Épreuve inexistante à cette date                          | Épreuve inexistante à cette date                          |
| 2019    | Ål              | Hilde Fenne                                               | Tonje Marie Skjelstadås                                   | Juni Arnekleiv                                            |
| 2020    | Vik i Sogn      | Épreuves annulées en raison de la pandémie de coronavirus | Épreuves annulées en raison de la pandémie de coronavirus | Épreuves annulées en raison de la pandémie de coronavirus |
| 2021    | Trondheim       | Épreuves annulées en raison de la pandémie de coronavirus | Épreuves annulées en raison de la pandémie de coronavirus | Épreuves annulées en raison de la pandémie de coronavirus |
| 2022    | Vik i Sogn      | Épreuve inexistante à cette date                          | Épreuve inexistante à cette date                          | Épreuve inexistante à cette date                          |
| 2023    | Alta            | Épreuve inexistante à cette date                          | Épreuve inexistante à cette date                          | Épreuve inexistante à cette date                          |
| 2024    | Geilo           | Épreuve inexistante à cette date                          | Épreuve inexistante à cette date                          | Épreuve inexistante à cette date                          |

Les plus titrées :
- 6 fois : Tora Berger
- 5 fois : Liv Grete Skjelbreid
- 4 fois : Mette Mestad
- 2 fois : Elin Kristiansen, Anne Elvebakk, Hildegunn Fossen, Siv Bråten Lunde, Linda Tjørhom
- 1 fois : Ingeborg Nordmo, Sonja Larsen, Gry Østvik, Mona Bollerud, Gunn Margit Andreassen, Annette Sikveland, Ann-Elen Skjelbreid, Anne Ingstadbjørg, Gro Marit Istad Kristiansen, Julie Bonnevie-Svendsen, Marte Olsbu Røiseland, Ingrid Landmark Tandrevold, Hilde Fenne

### Sprint
| Édition | Édition         | Vainqueur                                                 | Deuxième                                                  | Troisième                                                 |
| ------- | --------------- | --------------------------------------------------------- | --------------------------------------------------------- | --------------------------------------------------------- |
| 1979    | Øvrebø          | Bente Mestad                                              | Mette Mestad                                              | Lilly Berland                                             |
| 1980    | Austmarka       | Mette Mestad                                              | Bente Mestad                                              | Mona Hauger                                               |
| 1981    | Bardufoss       | Bente Mestad                                              | Mette Mestad                                              | Reidun Åsen                                               |
| 1982    | Steinkjer       | Mette Mestad                                              | Annita Nygård                                             | Bente Mestad                                              |
| 1983    | Lygna           | Sanna Grønlid                                             | Gry Østvik                                                | Siv Bråten Lunde                                          |
| 1984    | Vossestrand     | Rigmor Hansen                                             | Mette Mestad                                              | Ingeborg Nordmo Krokstad                                  |
| 1985    | Fyresdal        | Mette Mestad                                              | Bente Mestad                                              | Gry Østvik                                                |
| 1986    | Geilo           | Sanna Grønlid                                             | Mette Mestad                                              | Anne Elvebakk                                             |
| 1987    | Tromsø          | Siv Bråten Lunde                                          | Sanna Grønlid                                             | Anne Elvebakk                                             |
| 1988    | Tingvoll Dombås | Anne Elvebakk                                             | Elin Kristiansen                                          | Siri Grundnes                                             |
| 1989    | Sørskogsbygda   | Anne Elvebakk                                             | Synnøve Thoresen                                          | Mona Bollerud                                             |
| 1990    | Voss            | Grete Ingeborg Nykkelmo                                   | Elin Kristiansen                                          | Synnøve Thoresen                                          |
| 1991    | Steinkjer       | Grete Ingeborg Nykkelmo                                   | Anne Elvebakk                                             | Unni Kristiansen                                          |
| 1992    | Skrautvål       | Grete Ingeborg Nykkelmo                                   | Signe Trosten                                             | Ann-Elen Skjelbreid                                       |
| 1993    | Brumunddal      | Åse Idland                                                | Anne Elvebakk                                             | Annette Sikveland                                         |
| 1994    | Orkdal          | Annette Sikveland                                         | Anne Elvebakk                                             | Gunn Margit Andreassen                                    |
| 1995    | Fet             | Ann-Elen Skjelbreid                                       | Liv Grete Skjelbreid                                      | Elin Kristiansen                                          |
| 1996    | Brumunddal      | Hildegunn Mikkelsplass                                    | Ann-Elen Skjelbreid                                       | Gunn Margit Andreassen                                    |
| 1997    | Snåsa           | Liv Grete Skjelbreid                                      | Ann-Elen Skjelbreid                                       | Eli Merete Melheim                                        |
| 1998    | Dombås          | Liv Grete Skjelbreid                                      | Hildegunn Mikkelsplass                                    | Annette Sikveland                                         |
| 1999    | Tana            | Liv Grete Skjelbreid                                      | Ann-Elen Skjelbreid                                       | Gunn Margit Andreassen                                    |
| 2000    | Meråker         | Liv Grete Skjelbreid                                      | Linda Tjørhom-Grubben                                     | Gunn Margit Andreassen                                    |
| 2001    | Ål              | Gro Marit Istad-Kristiansen                               | Ann-Elen Skjelbreid                                       | Linda Tjørhom-Grubben                                     |
| 2002    | Nordfjordeid    | Liv Grete Skjelbreid                                      | Borghild Ouren                                            | Gunn Margit Andreassen                                    |
| 2003    | Tromsø          | Gunn Margit Andreassen                                    | Liv-Kjersti Eikeland                                      | Borghild Ouren                                            |
| 2004    | Steinkjer       | Liv-Kjersti Eikeland                                      | Gro Marit Istad-Kristiansen                               | Borghild Ouren                                            |
| 2005    | Mo i Rana       | Linda Tjørhom-Grubben                                     | Julie Bonnevie-Svendsen                                   | Gro Marit Istad-Kristiansen                               |
| 2006    | Trondhjem       | Liv Grete Skjelbreid                                      | Tora Berger                                               | Linda Tjørhom-Grubben                                     |
| 2007    | Folldal         | Julie Bonnevie-Svendsen                                   | Anne Ingstadbjørg                                         | Liv-Kjersti Eikeland                                      |
| 2008    | Stryn           | Tora Berger                                               | Julie Bonnevie-Svendsen                                   | Solveig Rogstad                                           |
| 2009    | Lillehammer     | Julie Bonnevie-Svendsen                                   | Solveig Rogstad                                           | Kari Henneseid Eie                                        |
| 2010    | Simostranda     | Ann Kristin Flatland                                      | Tora Berger                                               | Synnøve Solemdal                                          |
| 2011    | Målselv         | Tora Berger                                               | Synnøve Solemdal                                          | Jori Mørkve                                               |
| 2012    | Trondheim       | Tora Berger                                               | Synnøve Solemdal                                          | Fanny Welle-Strand Horn                                   |
| 2013    | Dombås          | Tiril Eckhoff                                             | Synnøve Solemdal                                          | Fanny Welle-Strand Horn                                   |
| 2014    | Voss            | Tora Berger                                               | Tiril Eckhoff                                             | Kaia Wøien Nicolaisen                                     |
| 2015    | Sirdal          | Marte Olsbu Røiseland                                     | Ingrid Landmark Tandrevold                                | Astrid Matthiessen                                        |
| 2016    | Dombås          | Synnøve Solemdal                                          | Ingrid Landmark Tandrevold                                | Marte Olsbu Røiseland                                     |
| 2017    | Mo i Rana       | Hilde Fenne                                               | Tiril Eckhoff                                             | Synnøve Solemdal                                          |
| 2018    | Lillehammer     | Marte Olsbu Røiseland                                     | Emilie Ågheim Kalkenberg                                  | Sigrid Bilstad Neraasen                                   |
| 2019    | Ål              | Eline Grue                                                | Jenny Enodd                                               | Randi Sollid Nordvang                                     |
| 2020    | Vik i Sogn      | Épreuves annulées en raison de la pandémie de coronavirus | Épreuves annulées en raison de la pandémie de coronavirus | Épreuves annulées en raison de la pandémie de coronavirus |
| 2021    | Trondheim       | Épreuves annulées en raison de la pandémie de coronavirus | Épreuves annulées en raison de la pandémie de coronavirus | Épreuves annulées en raison de la pandémie de coronavirus |
| 2022    | Vik i Sogn      | Malin Auganæs Bergtun                                     | Jenny Enodd                                               | Juni Arnekleiv                                            |
| 2023    | Alta            | Maren Hjelmeset Kirkeeide                                 | Ingrid Landmark Tandrevold                                | Karoline Offigstad Knotten                                |
| 2024    | Geilo           | Juni Arnekleiv                                            | Maren Sofie Brännare-Gran                                 | Julie Tronerud Kvelvane                                   |

Les plus titrées :
- 6 fois : Liv Grete Skjelbreid
- 4 fois : Tora Berger
- 3 fois : Mette Mestad, Grete Ingeborg Nykkelmo
- 2 fois : Bente Mestad, Sanna Grønlid, Anne Elvebakk, Julie Bonnevie-Svendsen, Marte Olsbu Røiseland
- 1 fois : Rigmor Hansen, Siv Bråten Lunde, Åse Idland, Annette Sikveland, Ann-Elen Skjelbreid, Hildegunn Mikkelsplass, Gro Marit Istad-Kristiansen, Gunn Margit Andreassen, Liv-Kjersti Eikeland, Linda Tjørhom-Grubben, Ann Kristin Flatland, Tiril Eckhoff, Synnøve Solemdal, Hilde Fenne, Eline Grue, Malin Auganæs Bergtun, Maren Hjelmeset Kirkeeide, Juni Arnekleiv

### Poursuite
| Édition | Édition      | Vainqueur                                                 | Deuxième                                                  | Troisième                                                 |
| ------- | ------------ | --------------------------------------------------------- | --------------------------------------------------------- | --------------------------------------------------------- |
| 1997    | Snåsa        | Annette Sikveland                                         | Gunn Margit Andreassen                                    | Åse Idland                                                |
| 1998    | Dombås       | Liv Grete Skjelbreid                                      | Hildegunn Mikkelsplass                                    | Gro Marit Istad-Kristiansen                               |
| 1999    | Tana         | Gro Marit Istad-Kristiansen                               | Liv Grete Skjelbreid                                      | Gunn Margit Andreassen                                    |
| 2000    | Meråker      | Liv Grete Skjelbreid                                      | Linda Tjørhom-Grubben                                     | Gunn Margit Andreassen                                    |
| 2001    | Ål           | Gunn Margit Andreassen                                    | Gro Marit Istad-Kristiansen                               | Ann-Elen Skjelbreid                                       |
| 2002    | Nordfjordeid | Liv Grete Skjelbreid                                      | Gunn Margit Andreassen                                    | Linda Tjørhom-Grubben                                     |
| 2003    | Tromsø       | Gunn Margit Andreassen                                    | Liv-Kjersti Eikeland                                      | Borghild Ouren                                            |
| 2004    | Steinkjer    | Gro Marit Istad-Kristiansen                               | Linda Tjørhom-Grubben                                     | Ann Helen Grande                                          |
| 2005    | Mo i Rana    | Gro Marit Istad-Kristiansen                               | Linda Tjørhom-Grubben                                     | Tora Berger                                               |
| 2006    | Trondhjem    | Épreuve inexistante à cette date                          | Épreuve inexistante à cette date                          | Épreuve inexistante à cette date                          |
| 2007    | Folldal      | Jori Mørkve                                               | Julie Bonnevie-Svendsen                                   | Anne Ingstadbjørg                                         |
| 2008    | Stryn        | Tora Berger                                               | Solveig Rogstad                                           | Julie Bonnevie-Svendsen                                   |
| 2009    | Lillehammer  | Julie Bonnevie-Svendsen                                   | Tora Berger                                               | Kari Henneseid Eie                                        |
| 2010    | Simostranda  | Épreuve inexistante à cette date                          | Épreuve inexistante à cette date                          | Épreuve inexistante à cette date                          |
| 2011    | Målselv      | Tora Berger                                               | Hilde Fenne                                               | Solveig Rogstad                                           |
| 2012    | Trondheim    | Épreuve inexistante à cette date                          | Épreuve inexistante à cette date                          | Épreuve inexistante à cette date                          |
| 2013    | Dombås       | Tora Berger                                               | Tiril Eckhoff                                             | Fanny Welle-Strand Horn                                   |
| 2014    | Voss         | Épreuve inexistante à cette date                          | Épreuve inexistante à cette date                          | Épreuve inexistante à cette date                          |
| 2015    | Sirdal       | Épreuve inexistante à cette date                          | Épreuve inexistante à cette date                          | Épreuve inexistante à cette date                          |
| 2016    | Dombås       | Synnøve Solemdal                                          | Marte Olsbu Røiseland                                     | Kaia Wøien Nicolaisen                                     |
| 2017    | Mo i Rana    | Tiril Eckhoff                                             | Kaia Wøien Nicolaisen                                     | Hilde Fenne                                               |
| 2018    | Lillehammer  | Marte Olsbu Røiseland                                     | Emilie Ågheim Kalkenberg                                  | Thekla Brun-Lie                                           |
| 2019    | Ål           | Thekla Brun-Lie                                           | Karoline Offigstad Knotten                                | Tiril Eckhoff                                             |
| 2020    | Vik i Sogn   | Épreuves annulées en raison de la pandémie de coronavirus | Épreuves annulées en raison de la pandémie de coronavirus | Épreuves annulées en raison de la pandémie de coronavirus |
| 2021    | Trondheim    | Épreuves annulées en raison de la pandémie de coronavirus | Épreuves annulées en raison de la pandémie de coronavirus | Épreuves annulées en raison de la pandémie de coronavirus |
| 2022    | Vik i Sogn   | Épreuve inexistante à cette date                          | Épreuve inexistante à cette date                          | Épreuve inexistante à cette date                          |
| 2023    | Alta         | Épreuve inexistante à cette date                          | Épreuve inexistante à cette date                          | Épreuve inexistante à cette date                          |
| 2024    | Geilo        | Épreuve inexistante à cette date                          | Épreuve inexistante à cette date                          | Épreuve inexistante à cette date                          |

Les plus titrées :
- 3 fois : Liv Grete Skjelbreid, Gro Marit Istad-Kristiansen, Tora Berger
- 2 fois : Gunn Margit Andreassen
- 1 fois : Annette Sikveland, Jori Mørkve, Julie Bonnevie-Svendsen, Synnøve Solemdal, Tiril Eckhoff, Marte Olsbu Røiseland, Thekla Brun-Lie

### Mass-start
| Édition | Édition      | Vainqueur                                                 | Deuxième                                                  | Troisième                                                 |
| ------- | ------------ | --------------------------------------------------------- | --------------------------------------------------------- | --------------------------------------------------------- |
| 2000    | Ål           | Linda Tjørhom-Grubben                                     | Gunn Margit Andreassen                                    | Ann Helen Grande                                          |
| 2001    | Ål           | Linda Tjørhom-Grubben                                     | Gunn Margit Andreassen                                    | Ann Helen Grande                                          |
| 2002    | Nordfjordeid | Tora Berger                                               | Ann-Elen Skjelbreid                                       | Linda Tjørhom-Grubben                                     |
| 2003    | Tromsø       | Linda Tjørhom-Grubben                                     | Gunn Margit Andreassen                                    | Liv-Kjersti Eikeland                                      |
| 2004    | Steinkjer    | Gro Marit Istad-Kristiansen                               | Linda Tjørhom-Grubben                                     | Gunn Margit Andreassen                                    |
| 2005    | Mo i Rana    | Gro Marit Istad-Kristiansen                               | Linda Tjørhom-Grubben                                     | Tora Berger                                               |
| 2006    | Trondhjem    | Liv Grete Skjelbreid                                      | Tora Berger                                               | Liv-Kjersti Eikeland                                      |
| 2007    | Folldal      | Épreuve inexistante à cette date                          | Épreuve inexistante à cette date                          | Épreuve inexistante à cette date                          |
| 2008    | Stryn        | Épreuve inexistante à cette date                          | Épreuve inexistante à cette date                          | Épreuve inexistante à cette date                          |
| 2009    | Lillehammer  | Épreuve inexistante à cette date                          | Épreuve inexistante à cette date                          | Épreuve inexistante à cette date                          |
| 2010    | Simostranda  | Tora Berger                                               | Fanny Welle-Strand Horn                                   | Ada Ringen                                                |
| 2011    | Målselv      | Épreuve inexistante à cette date                          | Épreuve inexistante à cette date                          | Épreuve inexistante à cette date                          |
| 2012    | Trondheim    | Tora Berger                                               | Synnøve Solemdal                                          | Marte Olsbu Røiseland                                     |
| 2013    | Dombås       | Épreuve inexistante à cette date                          | Épreuve inexistante à cette date                          | Épreuve inexistante à cette date                          |
| 2014    | Voss         | Tora Berger                                               | Tiril Eckhoff                                             | Marte Olsbu Røiseland                                     |
| 2015    | Sirdal       | Marte Olsbu Røiseland                                     | Kaia Wøien Nicolaisen                                     | Ingrid Landmark Tandrevold                                |
| 2016    | Dombås       | Marte Olsbu Røiseland                                     | Synnøve Solemdal                                          | Marion Rønning Huber                                      |
| 2017    | Mo i Rana    | Marte Olsbu Røiseland                                     | Tiril Eckhoff                                             | Synnøve Solemdal                                          |
| 2018    | Lillehammer  | Marte Olsbu Røiseland                                     | Synnøve Solemdal                                          | Thekla Brun-Lie                                           |
| 2019    | Ål           | Eline Grue                                                | Ingrid Landmark Tandrevold                                | Lotte Lie                                                 |
| 2020    | Vik i Sogn   | Épreuves annulées en raison de la pandémie de coronavirus | Épreuves annulées en raison de la pandémie de coronavirus | Épreuves annulées en raison de la pandémie de coronavirus |
| 2021    | Trondheim    | Épreuves annulées en raison de la pandémie de coronavirus | Épreuves annulées en raison de la pandémie de coronavirus | Épreuves annulées en raison de la pandémie de coronavirus |
| 2022    | Vik i Sogn   | Marthe Kråkstad Johansen                                  | Jenny Enodd                                               | Juni Arnekleiv                                            |
| 2023    | Alta         | Marthe Kråkstad Johansen                                  | Jenny Enodd                                               | Ingrid Landmark Tandrevold                                |
| 2024    | Geilo        | Marthe Kråkstad Johansen                                  | Maren Hjelmeset Kirkeeide                                 | Karoline Erdal                                            |

Les plus titrées :
- 4 fois : Tora Berger, Marte Olsbu Røiseland
- 3 fois : Linda Tjørhom-Grubben, Marthe Kråkstad Johansen
- 2 fois : Gro Marit Istad-Kristiansen
- 1 fois : Liv Grete Skjelbreid, Eline Grue

## Tableau d'honneur
Top 30 des biathlètes les plus médaillés :
| Rang | Biathlète            | 1er | 2e | 3e | Total |
| ---- | -------------------- | --- | -- | -- | ----- |
| 1    | Ole Einar Bjørndalen | 19  | 4  | 7  | 30    |
| 2    | Halvard Hanevold     | 8   | 9  | 10 | 27    |
| 3    | Frode Andresen       | 6   | 6  | 8  | 20    |
| 4    | Eirik Kvalfoss       | 9   | 8  | 1  | 18    |
| 5    | Alexander Os         | 2   | 6  | 5  | 13    |
| 6    | Emil Hegle Svendsen  | 6   | 3  | 3  | 12    |
| 6    | Dag Bjørndalen       | 2   | 3  | 7  | 12    |
| 6    | Stian Eckhoff        | 1   | 8  | 3  | 12    |
| 8    | Johannes Thingnes Bø | 6   | 3  | 2  | 11    |
| 10   | Tarjei Bø            | 7   | 3  |    | 10    |
| 11   | Lars Berger          | 4   | 4  | 1  | 9     |
| 11   | Egil Gjelland        | 2   | 3  | 4  | 9     |
| 11   | Gisle Fenne          | 2   | 2  | 5  | 9     |
| 14   | Jon Åge Tyldum       | 5   | 1  | 2  | 8     |
| 14   | Svein Engen          | 4   | 1  | 3  | 8     |
| 14   | Sigleif Johansen     | 4   | 1  | 3  | 8     |
| 14   | Lars Helge Birkeland | 3   | 4  | 1  | 8     |
| 14   | Geir Einang          | 1   | 1  | 6  | 8     |
| 19   | Jon Istad            | 5   | 2  |    | 7     |
| 19   | Kjell Søbak          | 3   | 2  | 2  | 7     |
| 19   | Sylfest Glimsdal     | 2   | 3  | 2  | 7     |
| 19   | Terje Krokstad       | 1   | 4  | 2  | 7     |
| 23   | Frode Løberg         | 3   | 2  | 1  | 6     |
| 23   | Kjell Hovda          | 3   | 1  | 2  | 6     |
| 23   | Ivar Nordkild        | 1   | 2  | 3  | 6     |
| 23   | Erlend Bjøntegaard   | 1   | 2  | 3  | 6     |
| 23   | Henrik L’Abée-Lund   | 1   | 1  | 4  | 6     |
| 23   | Øivind Nerhagen      |     | 3  | 3  | 6     |
| 29   | Olav Jordet          | 2   | 1  | 2  | 5     |
| 29   | Vegard Gjermundshaug | 1   | 1  | 3  | 5     |
| 29   | Ola Wærhaug          |     | 4  | 1  | 5     |
| 29   | Tor Svendsberget     |     | 4  | 1  | 5     |

| Rang | Biathlète                   | 1er | 2e | 3e | Total |
| ---- | --------------------------- | --- | -- | -- | ----- |
| 1    | Tora Berger                 | 17  | 7  | 3  | 27    |
| 2    | Gunn Margit Andreassen      | 4   | 9  | 13 | 26    |
| 3    | Liv Grete Skjelbreid        | 15  | 2  |    | 17    |
| 4    | Marte Olsbu Røiseland       | 8   | 2  | 4  | 14    |
| 4    | Linda Tjørhom-Grubben       | 4   | 6  | 4  | 14    |
| 4    | Ann-Elen Skjelbreid         | 2   | 7  | 5  | 14    |
| 7    | Anne Elvebakk               | 4   | 5  | 4  | 13    |
| 8    | Mette Mestad                | 7   | 5  |    | 12    |
| 8    | Synnøve Solemdal            | 2   | 7  | 3  | 12    |
| 10   | Julie Bonnevie-Svendsen     | 4   | 3  | 2  | 9     |
| 11   | Gro Marit Istad-Kristiansen | 4   | 2  | 2  | 8     |
| 11   | Tiril Eckhoff               | 2   | 5  | 1  | 8     |
| 11   | Bente Mestad                | 2   | 4  | 2  | 8     |
| 14   | Sanna Grønlid               | 2   | 3  | 2  | 7     |
| 14   | Ingrid Landmark Tandrevold  | 1   | 4  | 2  | 7     |
| 16   | Liv-Kjersti Eikeland        | 1   | 2  | 3  | 6     |
| 17   | Annette Sikveland           | 3   |    | 2  | 5     |
| 17   | Elin Kristiansen            | 2   | 2  | 1  | 5     |
| 17   | Linda Tjørhom               | 2   | 2  | 1  | 5     |
| 17   | Anne Ingstadbjørg           | 1   | 3  | 1  | 5     |
| 17   | Gry Østvik                  | 1   | 2  | 2  | 5     |
| 17   | Jori Mørkve                 | 1   | 2  | 2  | 5     |
| 17   | Solveig Rogstad             |     | 3  | 2  | 5     |
| 17   | Synnøve Thoresen            |     | 2  | 3  | 5     |
| 25   | Grete Ingeborg Nykkelmo     | 3   | 1  |    | 4     |
| 25   | Siv Bråten Lunde            | 3   |    | 1  | 4     |
| 25   | Hilde Fenne                 | 2   | 1  | 1  | 4     |
| 25   | Jenny Enodd                 |     | 4  |    | 4     |
| 25   | Mona Bollerud               | 1   | 1  | 2  | 4     |
| 25   | Borghild Ouren              |     | 1  | 3  | 4     |
| 25   | Fanny Welle-Strand Horn     |     | 1  | 3  | 4     |

 : en activité